# Айлінген
Айлінген — визнаний державний курорт, та найбільша частина міста Фрідріхсгафен, Німеччина. Місцевість вперше згадується в документах у 771 році як «villa Ailingas».